# Vreme vlasti
Vreme vlasti (hr.: Vrijeme vlasti) je dvodjelni roman srpskog književnika Dobrice Ćosića. Prvi dio je izašao 1996. godine, a drugi 2007. godine. Kronološki, ono je nastavak Ćosićeve trilogije Deobe, s radnjom koja se odvija tijekom socijalističke Jugoslavije. Prvi dio romana nagrađen je Nagradom Meša Selimović za 1996. godinu. 

## O djelu
Roman se bavi fenomenom vlasti u jugoslavenskom socijalističkom iskustvu, ali u svojoj književnoj opservaciji autor dolazi do definicija i zaključaka koji imaju univerzalnu atropološku vrijednost.
To je Ćosićev antroploško-filozofski uvod u priču o vlasti. Priča se bavi tragičnim posljedicama i ljudskom patnjom koja nastaje u sjenci jednog bezobzirnog sustava vlasti koji pod maskom tobože jedine povijesne perspektive i pod izgovorom da gradi utopijsko društvo budućnosti, ne samo da otvara sve prostore za zlouporabu vlasti, nego neprekidno podstiče nositelje vlasti i njezin represivni sustav da u funkcioniranje vlasti aktualira svoje najdublje skrivene primitivne nagone za tlačenjem i nasiljem.
U romanu se nastavlja povijest Katića u socijalizmu, ali se istodobno iznose i autobiografske bilješke pisca o njegovom vlastitom duhovnom razvoju koji ga postupno vodi od ideološkog fanatika i utopijskog vjernika do kritičara koji se postupno i neosjetno distancira od tvrdog dogmatskog jezgra i pritom bježi u literaturu, koja će mu postati kompenzacija za iznevjerene ideale i sredstvo neosjetnog i neprekidnog distanciranja.

## Vanjske poveznice
- Vreme vlasti (srp.)